# Nil Arcarons i Galí
Nil Arcarons i Galí   (Vic, 22 de juliol de 1994) és un pilot de motocròs català que ha estat tres vegades campió d'Espanya de motocròs i una de supercross. El seu pare, Toni Arcarons, fou també un pilot de motocròs de renom al tombant de la dècada del 1970 i el seu oncle, Jordi Arcarons, destacà especialment al Ral·li Dakar.
Nil Arcarons ha comptat sempre amb el suport del seu pare, que li ha fet de mecànic durant quasi tota la seva carrera (Toni Arcarons té un taller de motocicletes des de fa més de 30 anys) i l'acompanya i assisteix a les curses, a més de preparar-li la moto per als entrenaments (quan Nil va estar dins els equips oficials de KTM i 
Husqvarna, on ja disposava de mecànics propis, Toni l'ajudava més en altres aspectes esportius i organitzatius).

## Biografia
Nascut a Vic, Nil Arcarons resideix de fa anys a la propera vila de Centelles. Va començar a conduir motos a només 4 anys i a només 6 va debutar en competicions infantils de motocròs, on al llarg dels anys va guanyar una quinzena de campionats de Catalunya en les diferents categories. El 2007 va guanyar el campionat estatal d'iniciació en categoria Juvenil 85cc, el 2012 fou campió d'Espanya en la classe MX2 i el 2014 ho fou de Supercross SX1, sempre amb KTM, una marca a la qual va estar vinculat des dels seus inicis fins als 19 anys.
El 2015 va canviar d'equip per a entrar al de Husqvarna Espanya, amb el qual va debutar a la categoria màxima, MX1, on va acabar subcampió aquella mateixa temporada. Després de passar per Suzuki un parell d'anys (2018-2019), tornà a Husqvarna el 2020 i aquell mateix any guanyà el campionat estatal en categoria MX1. A Husqvarna va coincidir amb el campió del món Pauls Jonass, amb qui va fer amistat i va compartir entrenaments.
De cara al 2021, Nil Arcarons fitxà per l'equip Yamaha Ausió per a continuar en el mateix campionat, on finalment fou quart.

## Palmarès al Campionat d'Espanya
Font:
| Any  | Motocicleta | Motocròs | Motocròs | Supercross | Supercross |
| Any  | Motocicleta | Classe   | Posició  | Classe     | Posició    |
| ---- | ----------- | -------- | -------- | ---------- | ---------- |
| 2007 | ?           | 85cc     | 1r       | -          | -          |
|      |             |          |          |            |            |
| 2012 | KTM         | MX2      | 1r       | -          | -          |
| 2013 | KTM         | MX2      | 6è       | -          | -          |
| 2014 | KTM         | MX2      | 3r       | SX1        | 1r         |
| 2015 | Husqvarna   | MX1      | 2n       | SX1        | -          |
| 2016 | Husqvarna   | MX1      | 4t       | SX1        | 2n         |
| 2017 | Husqvarna   | MX1      | 4t       | SX1        | ?          |
| 2018 | Suzuki      | MX1      | 4t       | Open       | 9è         |
| 2019 | Suzuki      | MX1      | 3r       | Open       | -          |
| 2020 | Husqvarna   | MX1      | 1r       | Open       | -          |
| 2021 | Yamaha      | MX1      | 4t       | Open       | -          |